# 50 złotych 1983 300 lat odsieczy wiedeńskiej
50 złotych 1983 300 lat odsieczy wiedeńskiej – okolicznościowa moneta pięćdziesięciozłotowa, wprowadzona do obiegu 6 maja 1983 r. zarządzeniem z 22 kwietnia 1983 r. (M.P. z 1983 r. nr 16, poz. 92), wycofana z dniem denominacji z 1 stycznia 1995 r., rozporządzeniem prezesa Narodowego Banku Polskiego z dnia 18 listopada 1994 r. (M.P. z 1994 r. nr 61, poz. 541).
Monetę wybito z okazji trzechsetnej rocznicy odsieczy wiedeńskiej.

## Awers
W centralnej części umieszczono godło – orła bez korony, po bokach rok „1983", pod łapą znak mennicy w Warszawie, poniżej napis „ZŁ 50 ZŁ”, dookoła napis „POLSKA RZECZPOSPOLITA LUDOWA”.

## Rewers
Na tej stronie monety znajduje się popiersie króla Jana III Sobieskiego, u góry wzdłuż obrzeża napis „300 LAT ODSIECZY WIEDEŃSKIEJ”, na dole napis „JAN III SOBIESKI 1674–1696”, a nad lewym ramieniem króla, monogram projektantki.

## Nakład
Monetę bito w Mennicy Państwowej, w miedzioniklu, na krążku o średnicy 30,5 mm, masie 11,7 grama, z rantem ząbkowanym, w nakładzie 2 576 000 sztuk, według projektów:
- Anny Jarnuszkiewicz (awers) oraz
- Stanisławy Wątróbskiej-Frindt (rewers).

## Opis
Moneta jest jedną z jedenastu pięćdziesięciozłotówek okolicznościowych bitych w miedzioniklu, latach 1979–1983.

## Powiązane monety
Trzechsetna rocznica odsieczy wiedeńskiej została upamiętniona również na monetach:
- kolekcjonerskiej, w srebrze, o nominale 200 złotych, z 1983 r., z takim samym wzorem rewersu, wybitej w nakładzie 11 000 sztuk[3] oraz
- próbnej kolekcjonerskiej, w srebrze, o nominale 200 złotych, z 1983 r., z warszawskim pomnikiem Jana III Sobieskiego, wybitej w nakładzie 4000 sztuk[4].

Jan III Sobieski, jako król polski, został upamiętniony również na monetach III RP:
- okolicznościowej dwuzłotówce z 2001 r.
- kolekcjonerskiej dziesięciozłotówce na tle wojska, bitej w srebrze w 2001 r.
- kolekcjonerskiej dziesięciozłotówce z postacią króla, bitej w srebrze w 2001 r.

## Wersje próbne
Istnieje wersja tej monety należąca do serii próbnej w niklu z wypukłym napisem „PRÓBA”, wybita w nakładzie 500 sztuk oraz wersja próbna technologiczna, z wypukłym napisem „PRÓBA”, w miedzioniklu, w nakładzie 20 sztuk.